# ボナ・デア

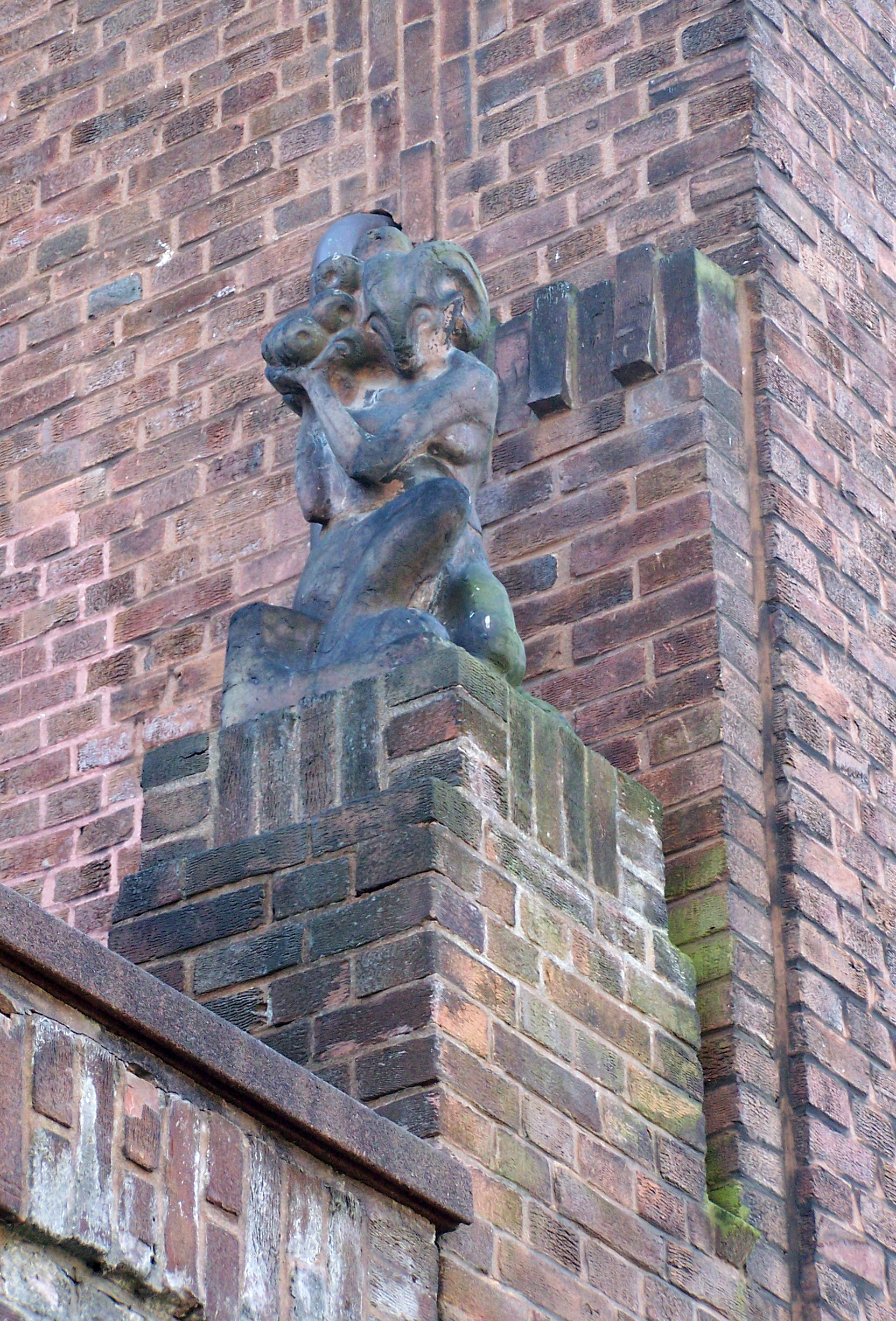
Bona Dea

ボナ・デア （ラテン語：Bona Dea） は、ローマ神話に登場する豊穣、治癒そして処女性の女神である。ボナ・デアは、予言の神ファウヌスの娘（妻とも）であり、ファウナと同一視された。ギリシア神話ではギュナイケイア（Gynaecea）に該当する。ボナ・デアはアウェンティーヌスの丘の上にあった神殿に祀られ、その属性から低階級の人物や奴隷、女性から深い信仰を集めていた。

## 概要
一説によると、ボナ・デアはダミアーとも同一視され、ダミアーがタレントゥムで崇拝されていたことから、紀元前272年に共和政ローマがタレントゥムを攻略してからボナ・デアの儀式がローマに広まったのではないかと考えられている。
古代ローマ時代、毎年ボナ・デアを祀る儀式が執政官（コンスル）もしくはプラエトル（法務官）といった高位職に就いている人物の家で行われていた。ただし、ボナ・デアが酔っ払った時にファウヌスが銀梅花の枝でボナ・デアを打ち据えて殺害してしまったというローマ神話での言い伝えから、ボナ・デアの儀式には「ワイン」や「銀梅花」と共に、男性の参加や雄の動物が描かれた絵画の掲示が禁じられていた。なお、儀式はウェスタの処女がサポートしていた。

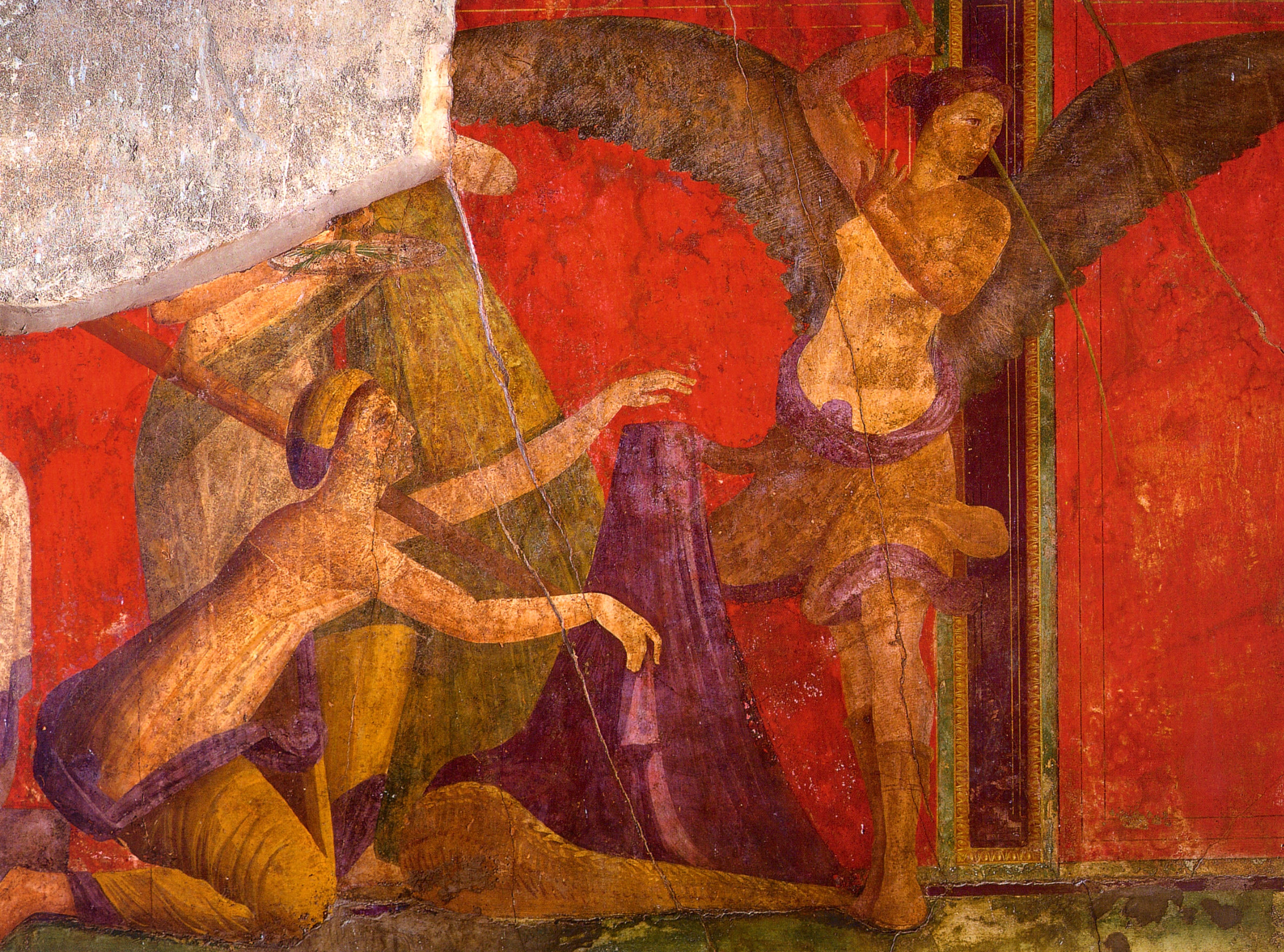
ポンペイの秘儀荘に描かれた鞭打ちの壁画

プルータルコスは、ローマの習俗問題についての一節で、ボナ・デアの儀式を個人宅で行う場合に様々な花を使うのに、なぜギンバイカだけ使わないのかその説明をしている。ボナ・デアは夫に隠れてワインを嗜んでいたが、それを夫に発見されてギンバイカの杖で打ち据えられた。そのため、ギンバイカは持ち込まず、ワインを捧げるときにも、ミルクだと偽って捧げる。また、儀式の際には夫だけでなく男性も家から追い出すとしている。
儀式は冬に行われ、男性を排除し、ウェスタの処女が犠牲を捧げ、様々な花や植物を家に持ち込み、音楽と踊り、そしてワインを楽しんでいた。これらの様式は、その起源からより都会的ヘレニズム的に変化したディオニューソス（ローマではバックス）崇拝（オルギア）と多くの共通点を持っており、鞭打ちの儀式も当時は快楽的に行われていた可能性が高い。殴ることをバッカナーリアと呼んでいたとする記録もあり、儀式と鞭打ちのイメージが強く結びついていたことが覗われる。また、ギンバイカはウェヌス・ムルキアを示しており、彼女は怠惰の女神であるため、ギンバイカの排除は儀式による快楽をより長引かせたいという願いが表れているのではないかとする考察もある。バックスの儀式の前には、禁欲期間があったことをティトゥス・リーウィウスが記している。
ディオニューソス信仰は非道徳的として紀元前186年の元老院決議によって禁止されたが、ボナ・デアの儀式として生き残りローマ社会に広まっていったのではないかとする説もある。元々女性限定であったディオニューソスの儀式が、ヘレニズム期を通じて徐々に男性の参加も認められるようになり、男性の指導者も存在したという。
また、この儀式は家庭だけで行われていたわけではなく、他の多くの祭祀と同じように、公共の場と各家庭の両方において行われていた可能性がある。

## ボナ・デア・スキャンダル
ボナ・デアの儀式で最も知られているのは、紀元前62年12月4日に行われた、その年のプラエトル（かつ最高神祇官）ガーイウス・ユーリウス・カエサルの母アウレーリアが主催したものであった。プーブリウス・クローディウス・プルケルがカエサルの妻ポンペーイアと密会する為に、女装をして儀式に忍び込んだものの、アウレーリアによってその不逞行為が発覚し、神への冒瀆として告発されたというものである。
このスキャンダルは政敵であったキケローやプルータルコスによる記述に負うところが多く、その重大さには疑問の余地がある。女装については、ディオニューソスの祭りでは透けた衣装を纏うことが伝統的であり、当時30を過ぎていたクローディウスが本気で女性になりすまそうとしていたのかどうかわからない。女装して誘惑するという神話的モチーフはアキレウスとデーイダメイアのように各国で見受けられるものであり、プルータルコスによる創作も疑われる。
キケローが友人ティトゥス・ポンポーニウス・アッティクスに宛てた紀元前61年1月25日の手紙にはこうある。
問題になったのは事件から1ヶ月以上経ってからで、上述のようにボナ・デアの儀式がディオニューソス信仰と深く結びついたものであるとすれば、男性が参加していたとしてもそれほどの冒涜があったとは言えず、実際この冒涜の有る無しについてはウェスタの処女や神祇官にその判断を仰いでいる。また女装についても、1月にローマで行われていたハーデースの祭りでは、笛吹きが女装して練り歩いていたといい、プトレマイオス12世は哲学者がディオニューソスの祭りで女装しなかったことに激怒し、女装してシンバルを奏でることを強要したという。キケロー自身も『ピーソー弾劾演説』の中で、ローマの成人男性が宴会で裸で踊り狂い、口紅や香水を付けていたと言っているなど、それほど奇異な行動であったとは一概には言えない。
公的な場所で行われていた祭祀ではなく、各家庭で行われていた儀式であったことからも、刑罰の対象となる可能性は低い。ただ、ウェスタの処女による生け贄の儀式は神聖なものであった可能性が高く、そこに男性が居合わせることは、厳格な伝統主義者からすると冒涜であり、それを誇張されて政敵に利用された可能性がある。こうした冒涜に対しては、儀式をやり直すだけで十分であり、また罰も「神によって裁かれる」というのがローマの伝統であった。
ただ、キケローは紀元前62年1月1日の手紙で最初にこのことに触れたとき、大きなスキャンダルになっていると言っており、やはり女装して儀式を中断させたことは問題であったようで、ローマ人が宗教的な行事を尊重していたことが窺える。また、ボナ・デアの儀式が男性にも開かれたディオニューソスの儀式に近いとするには説得力がないとする反論もある。